# بضع الكرة الشاحبة
بضع الكرة الشاحبة (بالإنجليزية: Pallidotomy)‏ كان يستخدم لعقود لعلاج التصلب الحركي المصاحب لمرض باركنسون، الا أنه عند بدئ استخدام دواء ليفودوبا عام 1960 م، تم الحد من إجراء هذه العملية. لكن على الرغم من التقدم الدوائي الملحوظ، الا أن من المرضى من يعاني من خلل الحركة (بالإنجليزية: Dyskinesia) المصاحب لاستعمال الأدوية أو أعراض حركية متقدمة مصاحبة لمرض باركنسون مما أدى إلى إعادة استخدام هذه العملية على نطاق أوسع.
بضع الكرة الشاحبة يعزى بالوقت الحالي لكي الكرة الشاحبة الداخلية (بالإنجليزية: Globus Pallidus internus GPi) حيث توجد كرة شاحبة داخلية وخارجية بكل نصف كرة مخية أو دماغية، الا أنه منذ عام 1987 م تحول الكي بشكل ملحوظ إلى التحفيز العميق للدماغ للكرة الشاحبة الداخلية (بالإنجليزية: Deep Brain Stimulation (DBS) of GPi) عوضاً عن الكي كون التحفيز العميق لا يؤدي إلى تلف النسيج الداخلي المصاحب للكي، الا أن الكي لازال يستخدم في عدد من الحالات يتم تحديدها ودراستها من قبل أطباء جراحة الأعصاب.

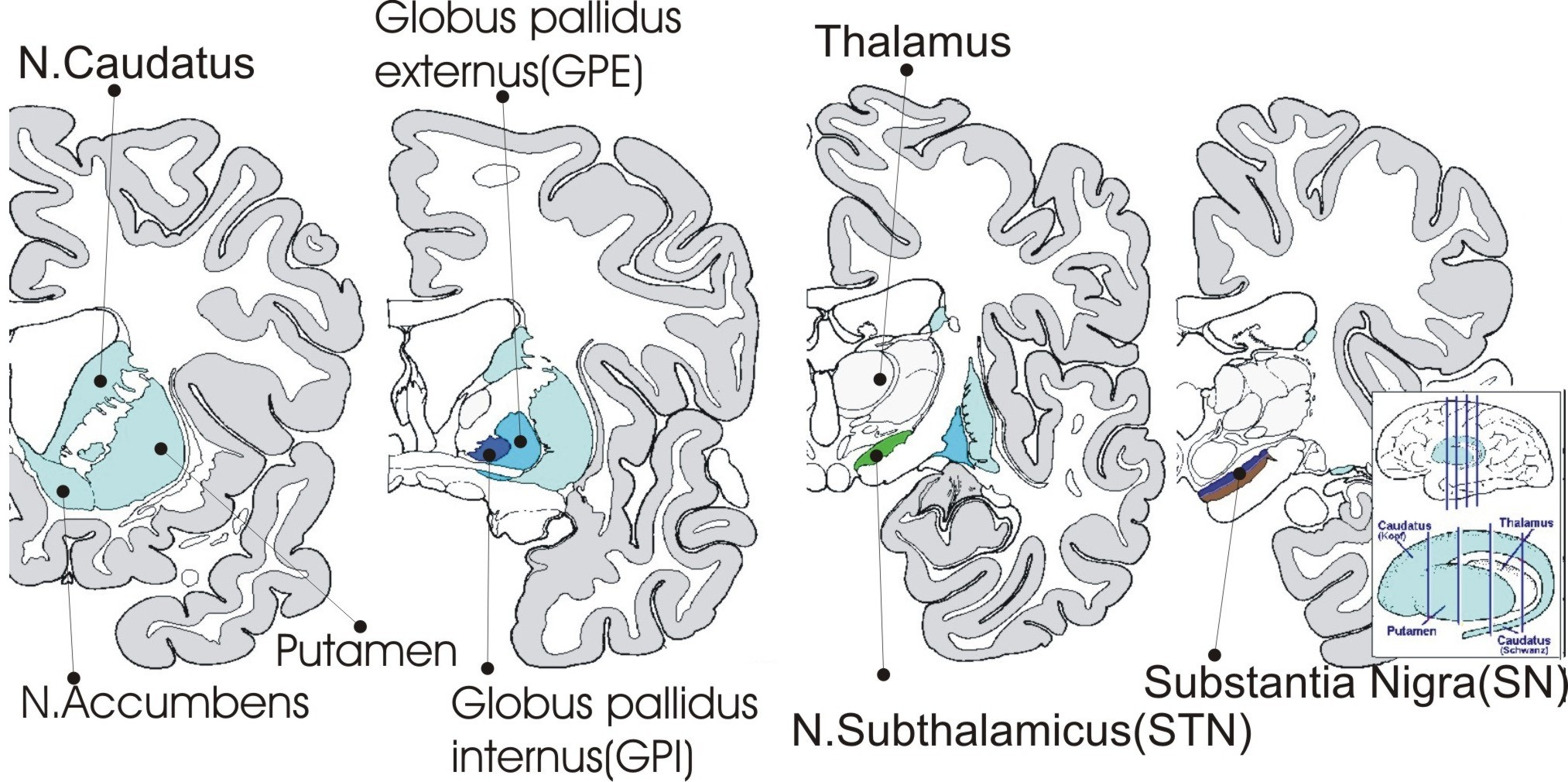
مقطع تشريحي اكليلي للدماغ يظهر موقع الكرة الشاحبة الخارجية GPE، والكرة الشاحبة الداخلية GPI، وعلاقتهما بالمناطق التشريحية الأخرى من الدماغ

أغلب من يعاني من مرض باركنسون متقدم تظهرعليه الأعراض بكلا الجهتين من الجسم (اليمنى واليسرى) مصاحب لخلل في الاتزان وبطئ في الحركة، بالتالي لا يكفي إجراء عملية لجهة واحدة من نصف الكرة المخية مما يضطر أحياناً إلى تحفيز أو كي الكرة الشاحبة الداخلية للجهتين، الا أن كي الجهتين نادراً ما يتم اختياره كونه قد يؤدي إلى خلل في النطق أو الإدراك
لذلك يعد التحفيز أفضل من الكي عند القيام بعمليتين لكلا الجهتين من الدماغ، مع العلم أن الكي لكلا الجهتين قد يتم اختياره لبعض المرضى بفاصل زمني بين العمليتين 6 شهور أو أقل أو أكثر للتخفيف من الأعراض الجانبية التي قد تحدث عند إجراء العمليتين بنفس الوقت.

## دواعي العملية الجراحية
ان اختيار المريض المناسب يعتمد على توافق البيانات المستمدة من التاريخ المرضي والفحص السريري الدقيق والصور الطبية:
1. أعراض حركية متقدمة مصاحبة لمرض باركنسون.
2. خلل الحركة (بالإنجليزية: Dyskinesia) المصاحب لاستعمال أدوية مرض باركنسون.
3. خلل التوتر أو ديستونيا (بالإنجليزية: Dystonia) لا يستجيب للعلاج الدوائي. قد يتم إجراء الكي لبعض المرضى لكلا الجهتين من الدماغ.
4. الجهة الأخرى المقابلة من التحفيز العميق للدماغ. حيث يمكن إجراء تحفيزعميق للدماغ لكرة شاحبة داخلية وكي للكرة المقابلة عند الحاجة للدواعي المرضية السابقة.
5. عند حدوث مضاعفات من التحفيز العميق للدماغ كالتهاب بكتيري حاد أو مزمن أدى إلى إزالته، عند هذه الحالة يتم إجراء الكي كبديل علاجي جراحي.

## الحالات التي تمنع إجراء العملية الجراحية
1. الحالات الطبية غير المستقرة التي تمنع المريض أن يكون مستيقظاً عند الاجراء الجراحي. وذلك لأن الاجراء يحتاج إلى تقييم عصبي سريري مستمر طوال العملية. (في حالات نادرة جداً يتم استخدام التخدير العام).
2. الاضطرابات النفسية عند المريض: كاكتئاب نفسي متقدم غير معالج أو أعراض ذهانية (الا أن تكون الأعراض الذهانية ناتجة عن العلاج الدوائي كالدوبامين) أو خرف.
3. ضمور نظم متعددة بمرضى الباركنسونية.
4. حالات مرض باركنسون التي لا تستجيب لعلاج ليفودوبا (بالإنجليزية: Levodopa) من الأساس.
5. المرضى الذين لديهم قابلية للنزف: كاعتلال تخثر الدم، أو مريض يأخذ مميعات الدم بانتظام.

## العملية الجراحية
يتم وضع وتثبيت اطار التوضيع التجسيمي (بالإنجليزية: stereotactic frame) على رأس المريض تحت التخدير الموضعي، وقد يستخدم المنوم أو المخدر العام للتركيب إذا كانت ارتعاشات المريض شديدة تمنع من القدرة على تركيب الإطار.
يتم تصوير رأس المريض بالرنين المغناطيسي لتكوين صورة مجسمة ثلاثية الأبعاد لتحديد موقع الهدف (الكرة الشاحبة الداخلية)، في حال وجود مانع لاستخدام الرنين المغناطيسي يتم إجراء صورة مقطعية للرأس.

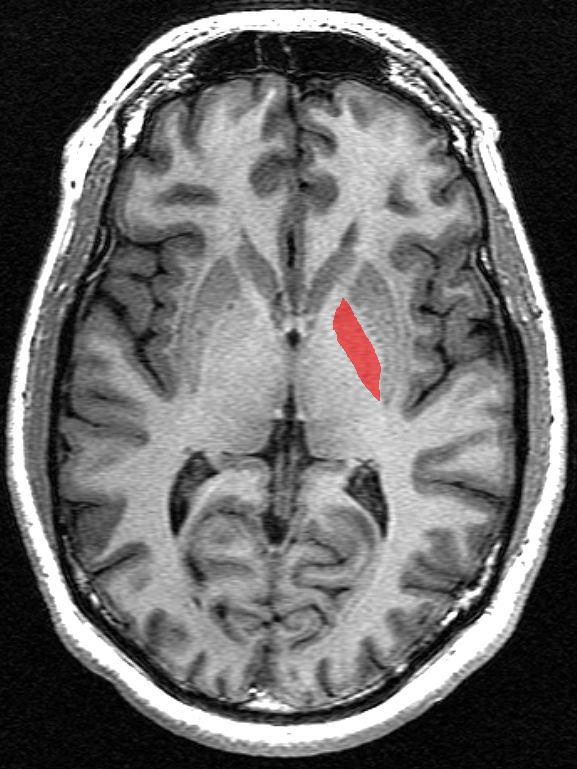
مقطع عرضي لصورة رنين مغناطيسي للدماغ تظهر موقع الكرة الشاحبة

يتم إجراء حسابات رياضية اعتماداً على نقاط معينة يتم تحديدها داخل الدماغ، حيث أن هذه النقاط يتم اعطاؤها موقع احداثي رياضي باتخاذ الإطار المحيط بالرأس كمرجع.
يتم تحديد الجهة الخلفية البطنية من الكرة الشاحبة الداخلية بشكل غير مباشر (بالإنجليزية: posteroventral GPi) كالتالي:
- تحديد موقع المقرن أمامي (بالإنجليزية: anterior commissure) وتحديد موقع المقرن الخلفي (بالإنجليزية: posterior commissure)
- حساب وتحديد نصف المسافة بينهما. عند نصف المسافة يحسب 2 مليمتر باتجاه المقرن الأمامي، 20 مليمتر للجانب المراد، 4 مليمتر للأسفل.
- أحياناً يتم تعديل الموقع النهائي بشكل طفيف اعتماداً على التحديد التشريحي المباشر للكرة الشاحبة الداخلية عند معاينة صور الرنين المغناطيسي.

عند الانتهاء من الحسابات الرياضية يتم تجهيز المريض بحيث يكون نائماً على ظهره منحن للأمام 45 درجة تقريباً لاجراء العملية الجراحية، وبعد التعقيم المناسب يتم تركيب قوس للإطار المحيط بالرأس حيث أن هذا القوس يحمل الإبرة مزودة بقطب كهربائي للوصول للنقطة المرادة.

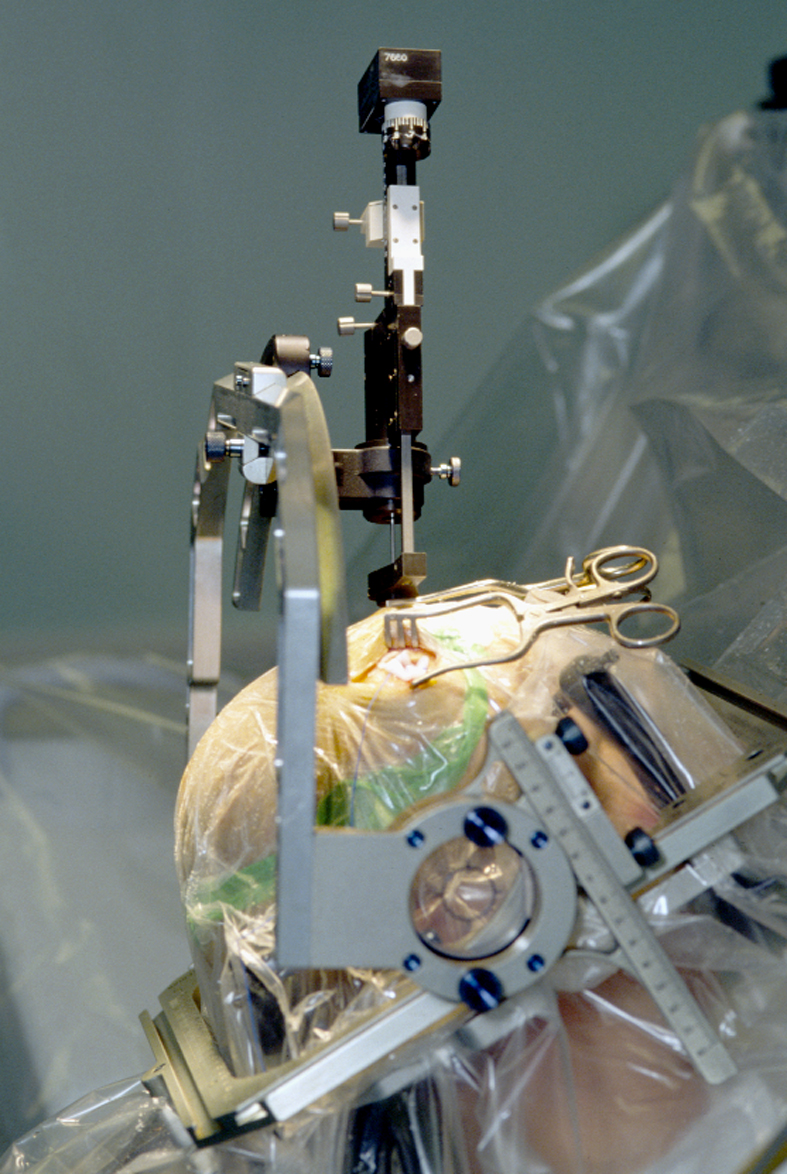
صورة أثناء العملية الجراحية لرأس مريض يعاني من مرض باركنسون، نلاحظ اطار التوضيع التجسيمي وقوس الاطار حول الرأس.

عند تجهيز المريض يتم عمل جرح صغير (3-5 سم) تحت التخدير الموضعي على الجهة المرادة من الرأس قبل الدرز الإكليلي باتجاه الجبهة فوق خط تخيلي يمتد من منتصف محجر العين للخلف. ثم تثقب الجمجمة ثم الأم الجافية حيث يتم ادخال الإبرة.
عند وصول الإبرة للنقطة المرادة يتم إرسال ترددات راديوية للتأكد من موقع الإبرة وأنها ليست بمكان خاطئ كالسبيل البصري، حيث يتم سؤال المريض وفحصه خلال هذه الترددات.
عند التأكد من وجود الإبرة بالمكان الصحيح يتم كي الجهة الخلفية البطنية من الكرة الشاحبة الداخلية بابرة قطرها 1.1 مليمتر وطرف عار 3 مليمتر. يتم عمل كي مؤقت بدرجة حرارة 42 درجة مئوية، وإذا لم يكن هنالك أي مضاعفات جانبية يتم الكي بشكل دائم بدرجة حرارة بين 75 إلى 80 درجة مئوية لمدة 60 ثانية. يتم سحب الإبرة للأعلى 2 إلى 3 ملميتر مع كي لمدة 60 ثانية. في بعض الأحيان يتم تحريك الإبرة للكي أيضاً إلى الأمام 2 مليمتر وأيضاً باتجاه منتصف الرأس 2 مليميتر، وهذا يعتمد على حجم الكرة الشاحبة الداخلية.
عند الانتهاء يتم سحب الإبرة بعد أن تبرد لدرجة حرارة 42 درجة مئوية أو أقل، ومن ثم خياطة جرح جلدة الرأس.